# Marco Schädler
Marco Schädler (* 2. März 1964 in Triesenberg) ist ein liechtensteinischer Komponist.

## Leben und Karriere
Bereits als Kind musizierte Schädler zusammen mit seinem Vater. Als Neunjähriger wurde er Aushilfsorganist in der Pfarrkirche Triesenberg, später auch in Triesen.
Schädler studierte am Vorarlberger Landeskonservatorium Feldkirch, an der Musik-Akademie der Stadt Basel und an der Jazz-Schule St. Gallen Klavier, Musiktheorie, Komposition, Theorie für Frühe Musik und Jazz-Theorie.
Von 1982 bis 1988 war er Klavierlehrer an der Liechtensteinischen Musikschule.
Seit 1988 ist Schädler freischaffender Künstler und Komponist (Theater- und Ballettmusik, Messen, Orchester, Chor- und Kammermusik, Klanginstallationen für Film und Performance).
Uraufführungen seiner Werke entstanden unter anderem durch die Virtuosi di Praga in Prag, das Amati-Quartett und das Ripieno-Orchester. Er arbeitete mit der italienischen Regisseurin Firenza Guidi und mit der Wiener Autorin Barbara Frischmuth zusammen. 2001 bekam er einen Sommeraufenthalt als „Artist in residence“ in Tel Aviv.
Schädler war Mitglied des „Liechtensteiner Gabarett“ („Das LiGa“, 1994–2006), seit 2009 von OOS. 1997 gründete er das „Freie Institut für Musik“, eine Komponierschule bzw. Schule zur Vermittlung von Musiktheorie auf kreativer Basis. Schädler war 2003 Mitbegründer des Kleintheaters Schlösslekeller in Vaduz, sowie Mitbegründer der Firma RequiemForYou (2007 bis 2011). Von 2009 bis 2013 war er Geschäftsführer des Historischen Vereins für das Fürstentum Liechtenstein. Als Organist war er zunächst bis 1998 tätig, seit 2013 ist er Hauptorganist in der Reformierten Kirche Buchs SG.

## Kompositionen/Veröffentlichungen
- Barbara Frischmuth: Eine kurze Geschichte der Menschheit. Dramatisierung für „Optisches Konzert“. Musik: Marco Schädler, Konzept, Bearbeitung, Regie: Johannes Rausch. Choreografie: Guillermo Horta Betancourt. Feldkirch: Saal der Arbeiterkammer, 1994.
- virtuosi di praga spielen marco schädler (Hieronyma, Beerdigung eines Blue-Terriers, Cellissima). 1995
- Zwerg Nase. Kammeroper nach Wilhelm Hauff. Regie: Johannes Rausch, Musik: Marco Schädler. 2003